# Лемур (Каліфорнія)
Лемур (англ. Lemoore) — місто (англ. city) в США, в окрузі Кінгс штату Каліфорнія. Населення — 27 038 осіб (2020).

## Географія
Лемур розташований за координатами 36°17′45″ пн. ш. 119°47′54″ зх. д. / 36.29583° пн. ш. 119.79833° зх. д. (36.295954, -119.798256).  За даними Бюро перепису населення США в 2010 році місто мало площу 22,06 км², уся площа — суходіл.

## Демографія
Згідно з переписом 2010 року, у місті мешкала 24 531 особа в 8196 домогосподарствах у складі 6070 родин. Густота населення становила 1112 особи/км².  Було 8632 помешкання (391/км²).
Расовий склад населення:
| - 56,8 % — білих - 8,2 % — азіатів - 6,4 % — чорних або афроамериканців - 1,4 % — корінних американців - 0,4 % — вихідців з тихоокеанських островів - 20,1 % — осіб інших рас |

До двох чи більше рас належало 6,8 %. Частка іспаномовних становила 40,0 % від усіх жителів.
За віковим діапазоном населення розподілялося таким чином: 30,8 % — особи молодші 18 років, 61,9 % — особи у віці 18—64 років, 7,3 % — особи у віці 65 років та старші. Медіана віку мешканця становила 28,6 року. На 100 осіб жіночої статі у місті припадало 99,1 чоловіків;  на 100 жінок у віці від 18 років та старших — 95,4 чоловіків також старших 18 років.
Середній дохід на одне домашнє господарство  становив 64 377 доларів США (медіана — 49 623), а середній дохід на одну сім'ю — 66 201 долар (медіана — 52 991). Медіана доходів становила 42 374 долари для чоловіків та 33 397 доларів для жінок. За межею бідності перебувало 15,6 % осіб, у тому числі 24,8 % дітей у віці до 18 років та 7,6 % осіб у віці 65 років та старших.
Цивільне працевлаштоване населення становило 10 967 осіб. Основні галузі зайнятості: освіта, охорона здоров'я та соціальна допомога — 26,1 %, публічна адміністрація — 17,5 %, мистецтво, розваги та відпочинок — 13,6 %.